# Neophilopterus incompletus
Espèce
Synonymes
- Docophorus incompletus Denny, 1842
(protonyme)

Neophilopterus incompletus est une espèce de poux de la famille des Philopteridae.